# Хёйбьерг, Йеппе
Йе́ппе Хё́йбьерг (дат. Jeppe Højbjerg; 30 апреля 1995) — датский футболист, вратарь клуба «Эсбьерг». Участник Олимпийских игр 2016 года в Рио-де-Жанейро.

## Карьера

### Клубная карьера
Воспитанник клуба «Соннерис СК». В 2009 году перешёл в «Эсбьерг» и выступал за его юношеские команды, от U15 до U19. В январе 2013 года подписал свой первый профессиональный контракт с клубом. В 2012 году ездил на просмотр в английский «Эвертон», но команде не подошёл. С сезона 2012/13 привлекался к матчам основного состава «Эсбьерга» в качестве запасного вратаря. В официальных матчах дебютировал 31 октября 2013 года, отыграв полный матч в рамках Кубка Дании против «Люнгбю» (0:3).
В начале 2015 года был отдан в годичную аренду в клуб «Фредерисия», выступавший во втором дивизионе. За календарный год футболист принял участие в 28 матчах чемпионата.
Весной 2016 года вернулся в «Эсбьерг» и сразу занял позицию основного вратаря. Дебютный матч в датской Суперлиге сыграл 28 февраля 2016 года против «Копенгагена» и до конца сезона принял участие в 15 поединках.

### Карьера в сборной
С 2012 года выступает за сборные Дании младших возрастов. В феврале 2016 года получил приз Датского футбольного союза как лучший молодой игрок (в категории до 21 года).